# Sant Feliu de Llagostera
Sant Feliu és una església parroquial que ocupa el lloc més alt del barri vell de la vila de Llagostera considerat un dels monuments de Llagostera. El temple de planta rectangular d'una sola nau i absis poligonal. La volta és d'arcuacions gòtiques del segle xv, reforçada exteriorment amb contraforts. Parets portants de pedra morterada i façana principal amb pedra de Girona concertada. És interessant la portalada d'estil barroc català amb columnes i frontó trencat per volutes. La fornícula central sobre la porta és coberta amb volta de petxina i tenia una imatge de Sant Feliu, desapareguda durant la guerra civil. Hi ha també una rosassa circular. Sobresurt del conjunt el campanar poligonal, rematat amb una balustrada, i amb una alçada de 50 m, és la fita més important del poble. És

## Història

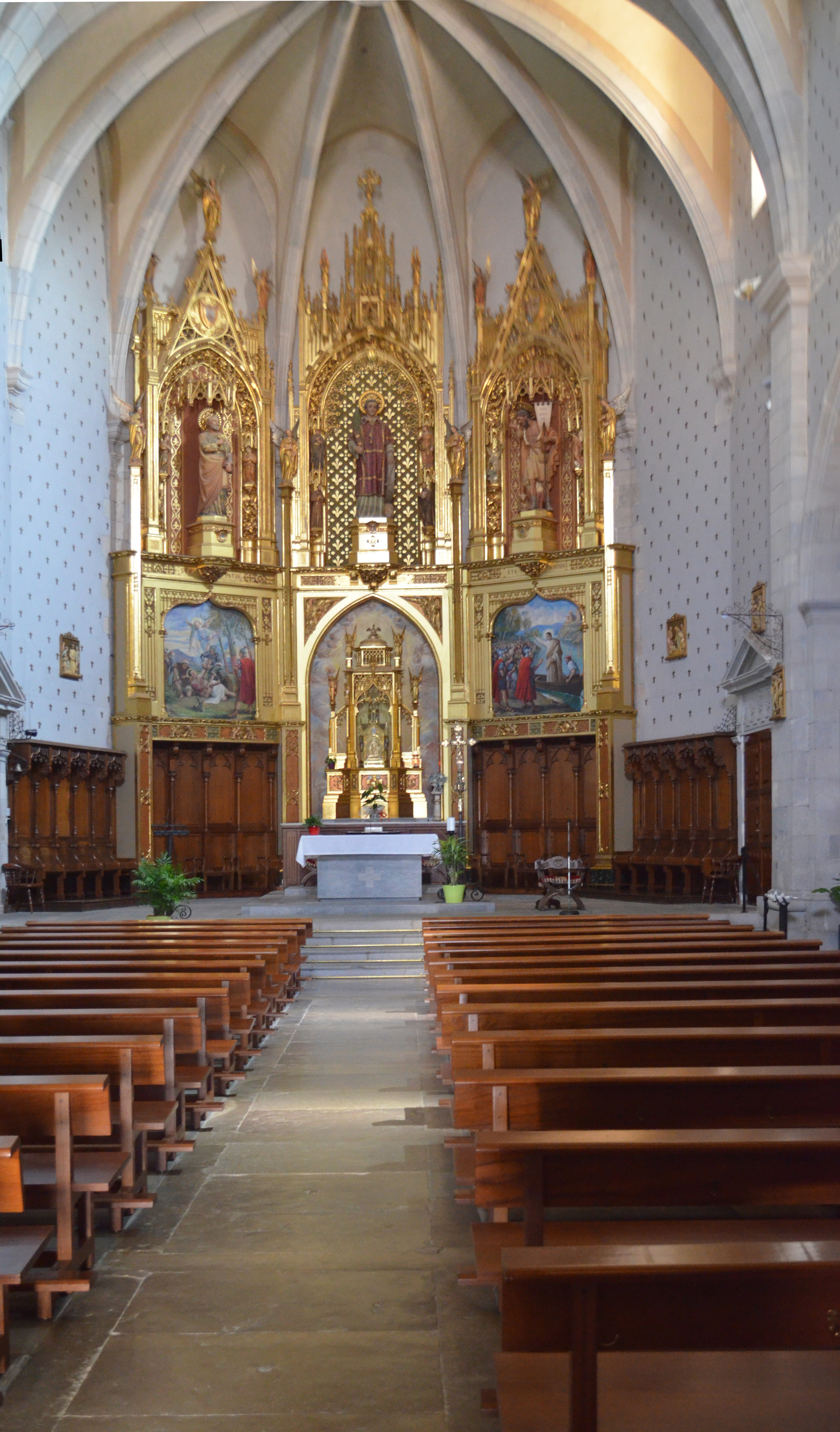
Retaule de l'església

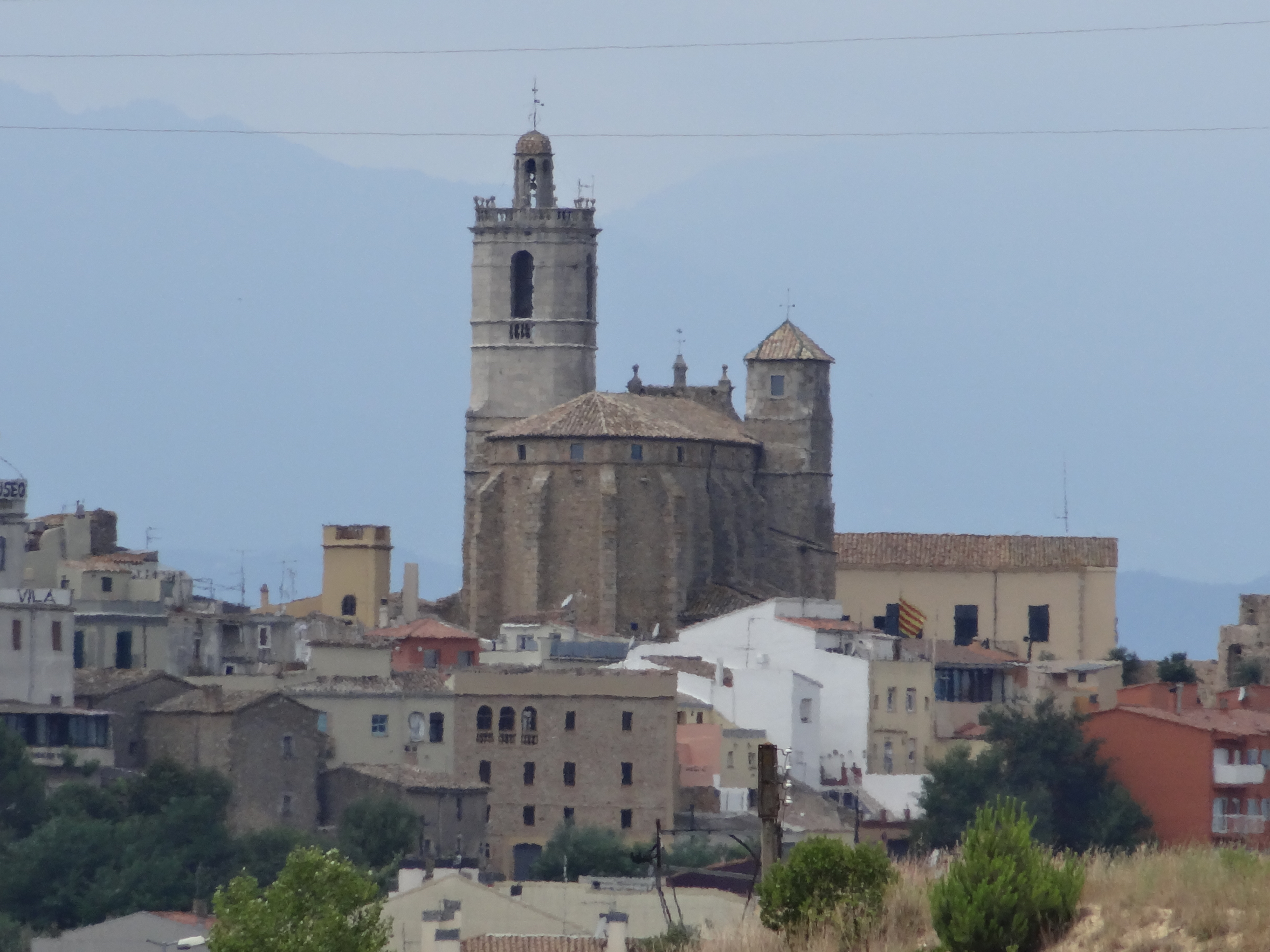
Església de Sant Feliu de Llagostera

De la parròquia es tenen les primeres notícies l'any 855 en un diploma de Carles el Calb, confirmant els béns i privilegis d'aquesta parròquia a favor del monestir de Santa Maria de la Grassa. L'any 1021, la comtessa Ermessenda pagà obres de reforma i l'any 1058, la comtessa posà a l'església sota la jurisdicció del bisbat de Girona. D'aquesta primitiva església només en resta una clau de volta, a la paret del campanar, i va desaparèixer del tot en construir, al segle xv, l'actual edifici.
Al 1925 s'encarregà a Rafael Masó, arquitecte gironí, la reforma de l'interior de l'església i el projecte de construcció d'una nova capella annexa. No obstant, aquesta no s'arribà a realitzar i de la reforma de l'església actualment no en queden restes. Els dibuixos i plànols a l'AHG demostren l'existéncia d'aquests projectes.

## Les Campanes
El campanar de Llagostera acull sis campanes distribuïdes en dos nivells diferents, dins el campanar hi ha quatre campanes litúrgiques i al copulí del terrat la dels quarts i la de les hores.
| Noms                                    | Fonedor                                   | Any  | Boca (cm) | Massa (kg) | Afinació                     |
| --------------------------------------- | ----------------------------------------- | ---- | --------- | ---------- | ---------------------------- |
| Maria dels Àngels, Dominga i Josefa     | Barberí (Olot, Girona)                    | 1951 | 60        | 150        | Re# 4 alt.                   |
| Petra, Maria Cristina i Matilde         | Barberí (Olot, Girona)                    | 1951 | 86        | 450        | La 3 alt.                    |
| Sant Josep, Sant Ampèlit i Sant Llorenç | Royal Eijsbouts (Països Baixos)           | 1998 | 103       | 719        | Sol 3 (Afinació determinada) |
| Feliua, Caterina i Fermina              | Hijo de Barberí (Olot, Girona)            | 1951 | 120       | 1000       | Mi 3 Baix.                   |
| Santa Bàrbara, quarts.                  | Pere Coromina (Olot, Girona)              | 1743 | 55        | 60         | Mi 4 baix.                   |
| Santa Marta, Bàrbara i Narcisa, hores.  | Jose Texido (La Bisbal d'Empordà, Girona) | 1846 | 107       | 800        | Fa 4 alt.                    |